# ترانسفورماتور فرکانس متغیر

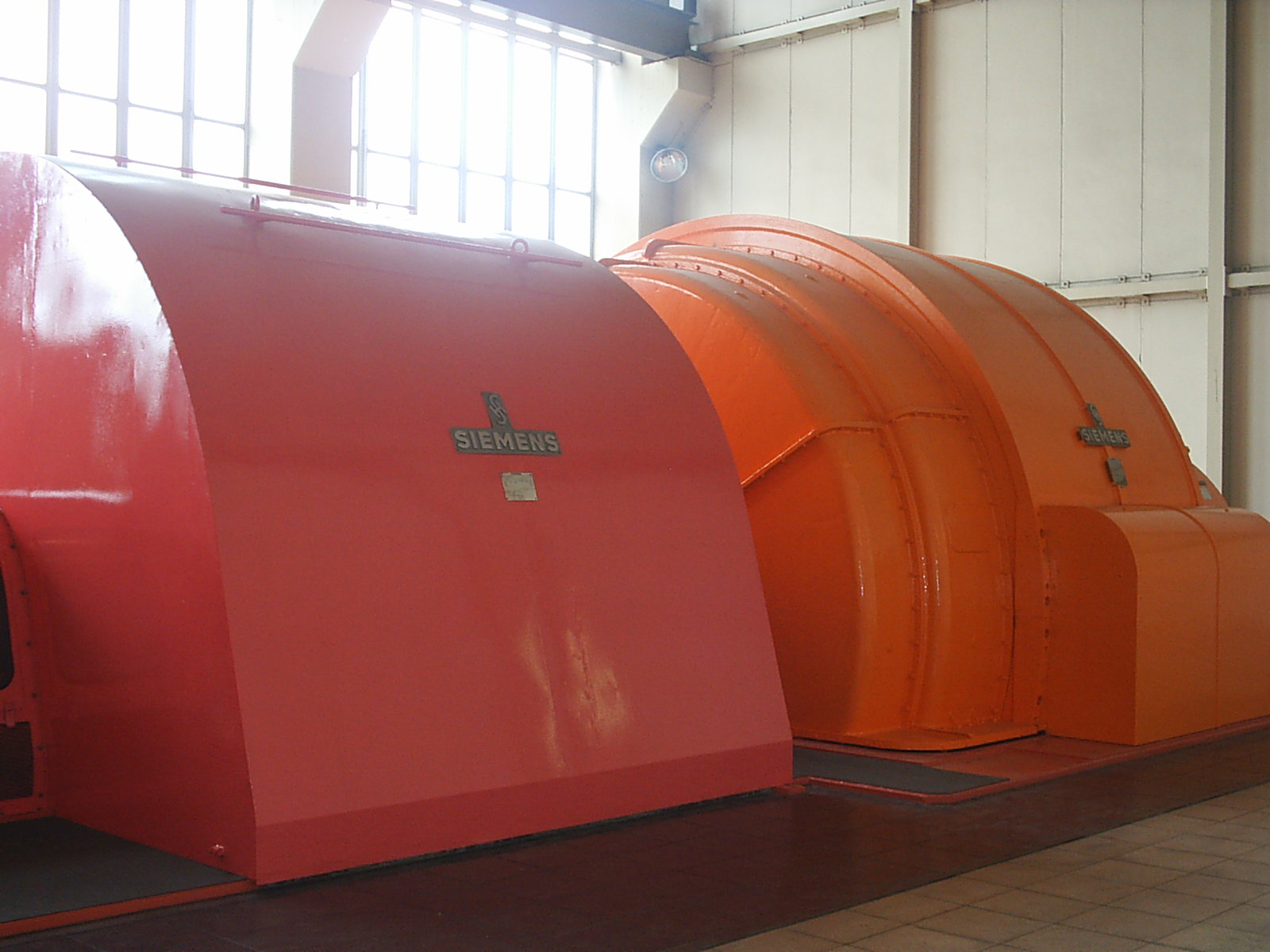
ترانسفورماتور فرکانس

ترانسفورماتور فرکانس متغیر (انگلیسی: Variable-frequency transformer) دستگاهی است که در زمینه انتقال توان الکتریکی بین دو دامنهٔ جریان متناوب (غیر هم‌زمان یا هم‌زمان) استفاده می‌شود. این دستگاه مدل نسبتاً جدیدی است و اخیراً پیشرفت داده شده‌است. اغلب شبکه‌های غیر هم‌زمان برای اتصال به یکدیگر از مبدل‌های فشارقوی جریان مستقیم استفاده می‌کنند، درحالی که شبکه‌های هم‌زمان برای اتصال به یکدیگر از ترانسفورماتور استفاده می‌کنند اما قابلیت کنترل قدرت شار بین سیستم را ندارند.